# Cerezales del Condado
Cerezales del Condado ist ein spanisches Dorf in der Provinz León. Es gehört zum Municipio Vegas del Condado und liegt am Ostufer des Flusses Porma.
Das Dorf grenzt im Norden an Lugán, im Nordosten an Valporquero de Rueda, im Osten an San Bartolomé de Rueda, im Südosten an Garfín und Valdealcón, im Süden an Vegas del Condado, im Südwesten an Devesa de Curueño und im Westen an Ambasaguas de Curueño.

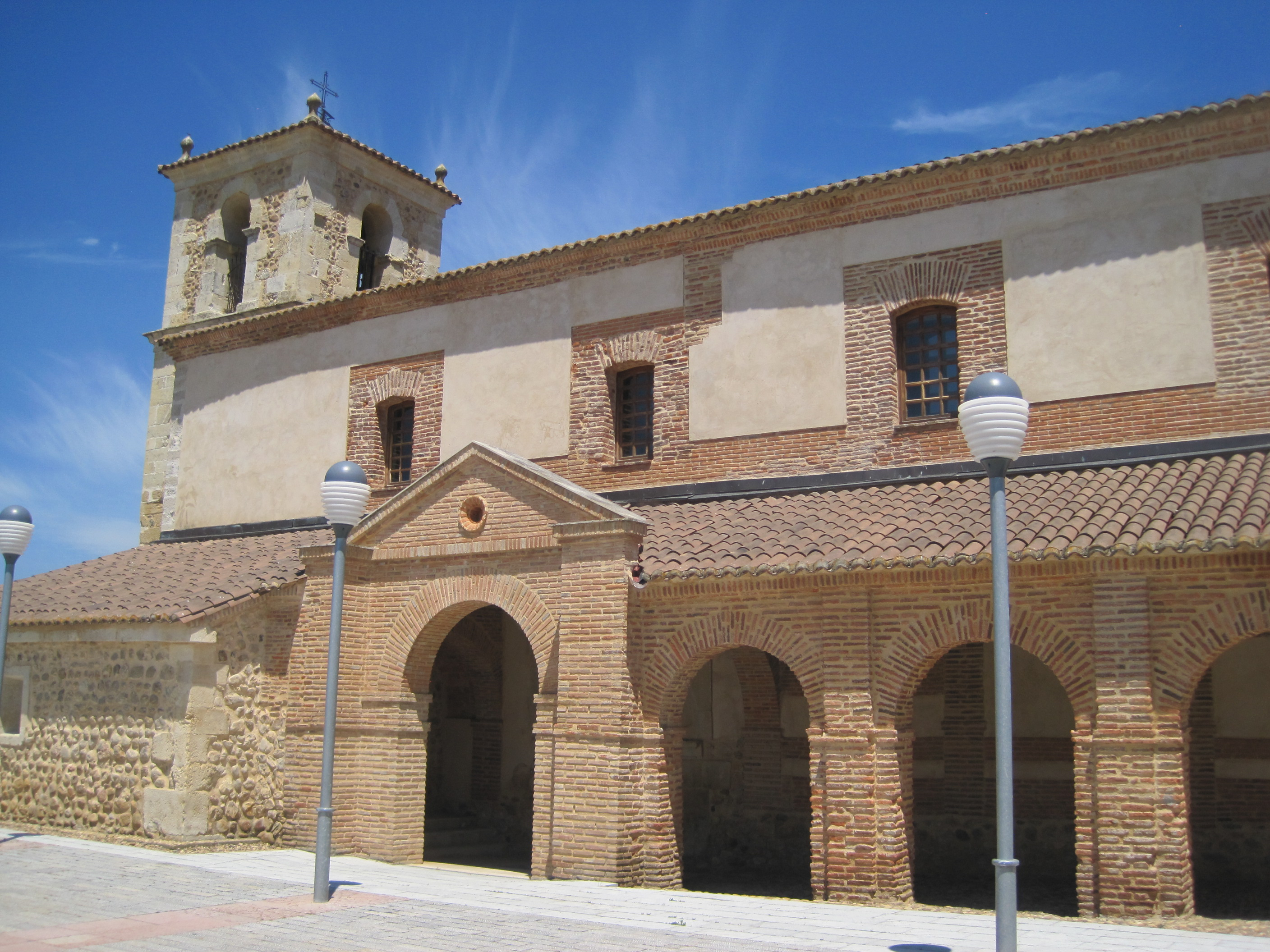
Die Iglesia de San Juan Bautista

Schutzpatron der vermutlich im 18. Jahrhundert fertiggestellten Dorfkirche ist Juan el Bautista (Johannes der Täufer). Im Ort befindet sich seit dem frühen 20. Jahrhundert auch eine der Bruderschaft Santo Cristo gewidmete Kapelle. Kirche und Kapelle wurden mit Hilfe von Antonino Fernández Rodríguez (1917–2016) renoviert.

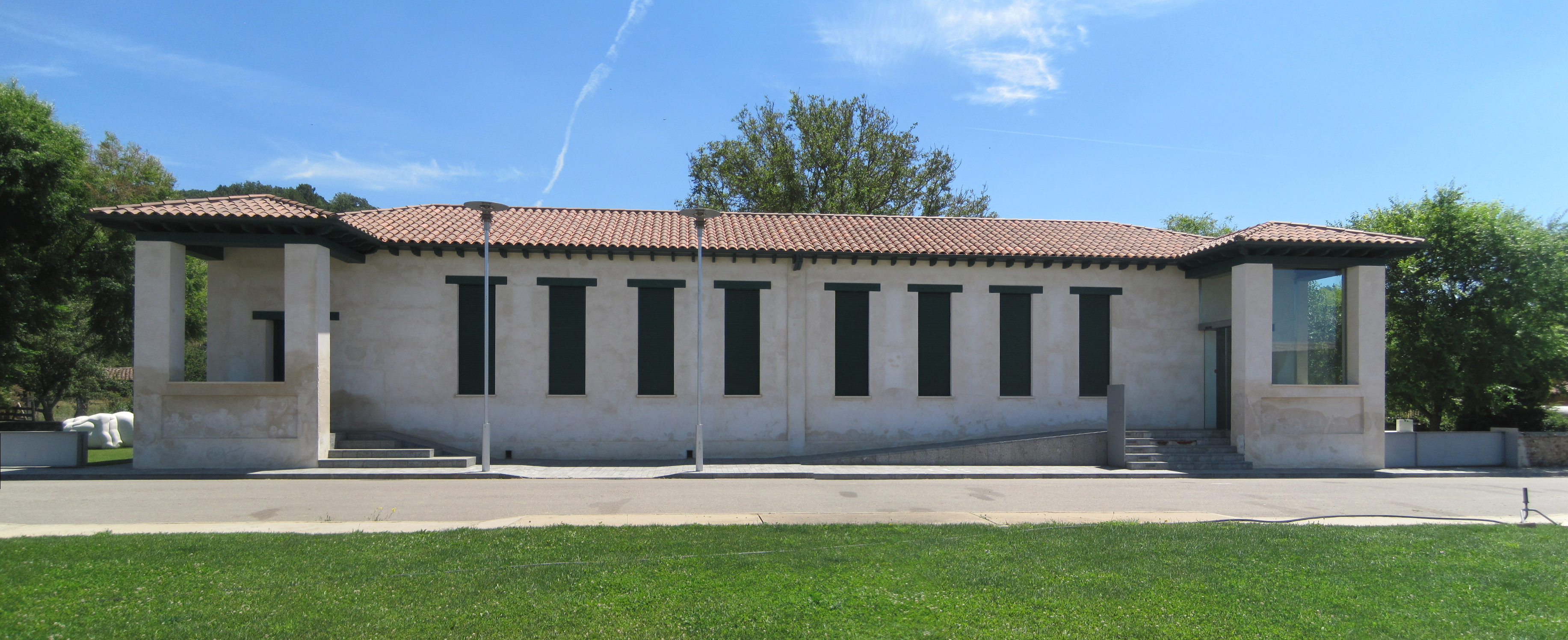
Sitz der FCAYC

| 2000 | 2005 | 2010 | 2015 | 2020 |
| ---- | ---- | ---- | ---- | ---- |
| 106  | 98   | 94   | 83   | 73   |

## Persönlichkeiten
- Antonino Fernández Rodríguez (1917–2016), langjähriger Chef der Brauereigruppe Grupo Modelo, wurde in Cerezales del Condado geboren.[2] Cerezales del Condado ist seit 2008 auch der Sitz der von ihm gegründeten Stiftung Fundación Cerezales Antonino y Cinia (FCAYC).[3]